# Физика конденсированного состояния
Фи́зика конденси́рованного состоя́ния (от англ. condensed matter physics), также можно встретить название квантовая макрофизика — область физики, которая занимается исследованиями макроскопических и микроскопических свойств вещества (материи). В частности, это касается «конденсированных» фаз, которые появляются всякий раз, когда число составляющих вещество компонентов (атомов, молекул, квазичастиц) в системе чрезвычайно велико и взаимодействия между компонентами сильны. Наиболее знакомыми примерами конденсированных фаз являются твёрдые вещества и жидкости, которые возникают из-за взаимодействия между атомами. Физика конденсированных сред стремится понять и предсказать поведение этих фаз, используя физические законы. В частности, они включают законы квантовой механики, электромагнетизма и статистической механики.
Помимо твёрдых и жидких фаз, существуют более экзотические конденсированные фазы такие как сверхпроводящая фаза, встречающаяся в некоторых материалах при низкой температуре, ферромагнитная и антиферромагнитная фазы, состоящие из электронных спинов атомов кристаллических решёток, и конденсат Бозе — Эйнштейна, обнаруженный в ультрахолодных атомных системах. Изучение физики конденсированного состояния включает измерение различных свойств материала с помощью экспериментальных зондов, а также использование методов теоретической физики для разработки математических моделей, помогающих понять физическое поведение систем.
Различные разделы физики, такие как кристаллография, металлургия, теория упругости, магнетизм и так далее, рассматривались как отдельные области до 1940-х годов, когда они были сгруппированы вместе под названием физики твердого тела. Примерно в 1960-х годах к этому списку было добавлено изучение физических свойств жидкостей, и это направление физики стали называть физикой конденсированного состояния.

## Название, цели и задачи
Примерно в 1960-х годах различные разделы физики твёрдого тела и разделы, посвящённые физическим свойствам жидкостей, стали выделять в большой раздел физики конденсированных сред по причине распространения общих теоретических подходов для таких сред. По словам физика Филиппа Уоррена Андерсона, этот термин был популяризован им в США, когда он изменил название своей группы в кавендишских лабораториях с теории твёрдого тела на теорию конденсированного состояния в 1967 году, так как они считали, что это не исключает их интересов в изучении жидкостей, ядерной материи. Название «конденсированное вещество» существовало в Европе в течение нескольких лет, особенно в форме журнала, издаваемого издательством Springer-Verlag на английском, французском и немецком языках под названием «Физика конденсированного состояния» с 1963 года. Условия финансирования и политика холодной войны 1960-х и 1970-х годов также стали факторами, побудившими некоторых физиков предпочесть название «физика конденсированного состояния», что подчеркивало общность научных проблем, с которыми сталкиваются физики, изучая твёрдые тела, жидкости и другие сложные вещества, по сравнению с «физикой твёрдого тела», которая часто ассоциировалась с промышленным применением металлов и полупроводников. Bell Telephone Laboratories были одним из первых институтов, которые проводили исследовательскую программу по физике конденсированных сред.
Ссылки на «конденсированное» состояние можно проследить до более ранних источников. Например, во введении к своей книге «Кинетическая теория жидкостей» 1943 года Яков Френкель предложил, что «Кинетическая теория жидкостей должна представлять собой обобщение и расширение кинетической теории твёрдых тел. Фактически было бы правильнее объединить их под одним названием конденсированных тел».
Разнообразие систем и явлений, доступных для изучения, делает физику конденсированных сред наиболее активной областью современной физики: треть всех американских физиков идентифицируют себя как физики, изучающие конденсированные среды, а «Отдел физики конденсированных сред» — самое большое подразделение в Американском физическом обществе. Эта область тесно связана с химией, материаловедением и нанотехнологиями, а также с атомной физикой и биофизикой. Теоретическая физика конденсированного состояния использует важные понятия и методы физики элементарных частиц и ядерной физики. В физике конденсированного состояния вещества понятие квазичастиц, как элементарных возбуждений среды, занимает центральное место. Поэтому также рассматривают альтернативное определение конденсированного состояния вещества как «ансамбля частиц, объём которых при заданных внешних условиях определяется исключительно силами взаимодействия между частицами».
Обширность интересов физики конденсированного состояния предполагает, что её задачей является объяснение всего материального мира вокруг, то есть находить объяснение структурным и электронным свойствам твёрдых материалов и жидкостей. Теория необходима для раскрытия связи микроскопических моделей с макроскопическими проявлениями исследуемых явлений в конденсированных средах. Вальтер Кон один из создателей теории для квантово-механических расчётов твёрдых тел в конце 90-х годов XX века сказал:

В течение этого столетия физика конденсированного состояния претерпела впечатляющую эволюцию, часто революционные шаги совершались в трёх взаимосвязанных областях: новые экспериментальные открытия и методы измерения; контроль состава и атомных конфигураций материалов; новые теоретические концепции и методы. Кратко и понятно описать эту эволюцию чрезвычайно сложно из-за необычайного разнообразия ФКС и многих взаимосвязей.
Оригинальный текст (англ.)Over the course of this century condensed matter physics has had a spectacular evolution, often by revolutionary steps, in three intertwined respects: new experimental discoveries and techniques of measurement; control of the compositions and atomic configurations of materials; and new theoretical concepts and techniques. To give a brief and readable account of this evolution is immensely difficult due to CMP’s extraordinary diversity and many interconnections.

## История

### Классическая физика

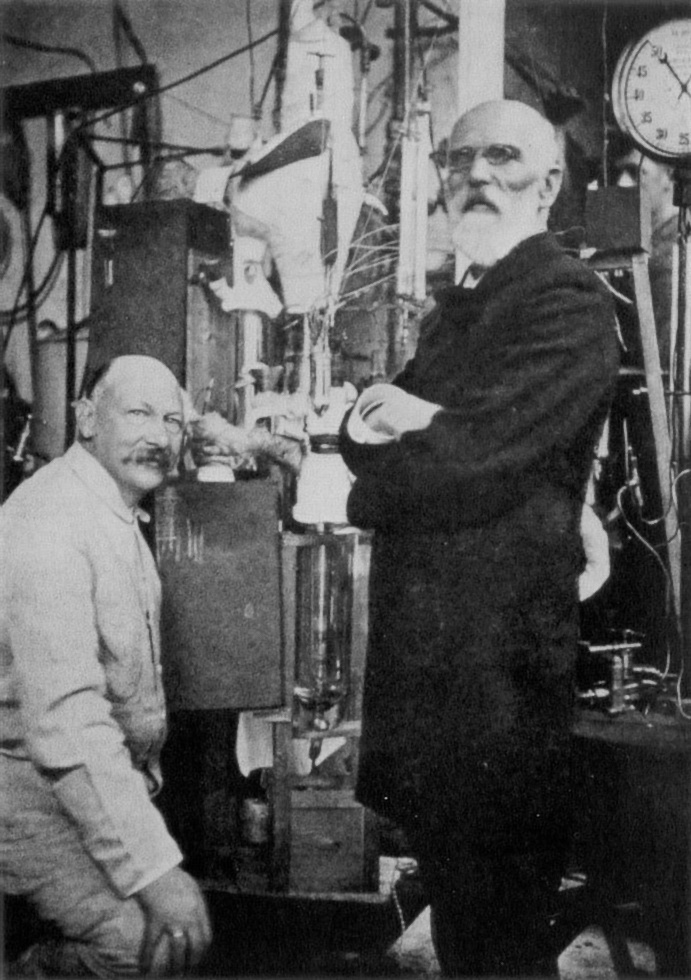
Хейке Камерлинг-Оннес и Йоханнес Ван дер Ваальс с установкой для сжижения гелия в Лейдене в 1908 году

Одним из первых исследователей конденсированного состояния вещества был английский химик Гемфри Дэви, работавший в первые десятилетия XIX века. Дэви заметил, что из сорока химических элементов, известных в то время, двадцать шесть обладали металлическими свойствами, такими как блеск, пластичность и высокая электро- и теплопроводность. Это указывало на то, что атомы в атомной теории Джона Дальтона не были неделимы как утверждал учёный, а имели внутреннюю структуру. Дэви также утверждал, что элементы, которые тогда считались газами, такие как азот и водород, могут быть сжижены при соответствующих условиях и затем будут вести себя как металлы.
В 1823 году Майкл Фарадей, тогдашний ассистент в лаборатории Дэви, успешно сжижил хлор и начал сжижать все известные газообразные элементы кроме азота, водорода и кислорода. Вскоре после этого, в 1869 году, ирландский химик Томас Эндрюс изучил фазовый переход из жидкости в газ и ввёл термин критическая точка, чтобы описать состояние, при котором газ и жидкость были неразличимы как фазы, а голландский физик Йоханнес Ван дер Ваальс представил теоретическую базу, которая позволила прогнозировать критическое поведение на основе измерений при значительно более высоких температурах:35–38. К 1908 году Джеймс Дьюар и Хейке Камерлинг-Оннес успешно сжижали водород и недавно открытый газ — гелий.
Пол Друде в 1900 году предложил первую теоретическую модель для классического электрона, движущегося в металле. Модель Друде описывала свойства металлов в терминах газа свободных электронов и была первой микроскопической моделью, объясняющей эмпирические наблюдения, такие как закон Видемана — Франца:27–29. Однако, несмотря на успех модели свободных электронов Друде, у неё была одна заметная проблема: она не могла правильно объяснить электронный вклад в удельную теплоёмкость, магнитные свойства металлов и температурную зависимость удельного сопротивления при низких температурах:366–368.
В 1911 году, через три года после первого сжижения гелия, Оннес, работавший в Лейденском университете, обнаружил сверхпроводимость ртути, когда он наблюдал, как её удельное электрическое сопротивление исчезает при температурах ниже определённого значения. Это явление удивило лучших физиков-теоретиков того времени, оно оставалось необъяснимым в течение нескольких десятилетий. Альберт Эйнштейн в 1922 году сказал в отношении современных теорий сверхпроводимости, что «с нашим далеко идущим незнанием квантовой механики составных систем мы очень далеки от того, чтобы составить теорию из этих смутных идей».

### Пришествие квантовой механики
Классическая модель Друде была дополнена Вольфгангом Паули, Арнольдом Зоммерфельдом, Феликсом Блохом и другими физиками. Паули понял, что свободные электроны в металле должны подчиняться статистике Ферми — Дирака. Используя эту идею, он разработал теорию парамагнетизма электронного газа в 1926 году. Вскоре после этого Зоммерфельд включил статистику Ферми — Дирака в модель свободных электронов и получил более точное объяснение теплоёмкости. Два года спустя Блох использовал квантовую механику для описания движения электрона в периодической решётке:366–368. Математика кристаллических структур, разработанная Огюстом Браве, Евграфом Фёдоровым и другими, использовалась для классификации кристаллов по их группам симметрии, а таблицы кристаллических структур были основой для серии сборников «Международные таблицы кристаллографии», впервые опубликованной в 1935 году. Расчёты зонной структуры впервые были использованы в 1930 году для предсказания свойств новых материалов, а в 1947 году Джон Бардин, Уолтер Браттейн и Уильям Шокли разработали первый полупроводниковый транзистор, предвещавший революцию в электронике.

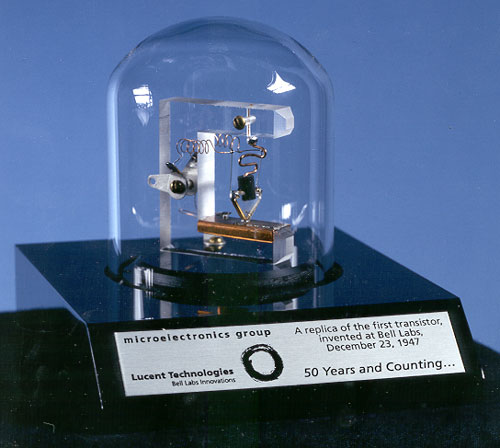
Копия первого точечного контактного транзистора в лабораториях Bell

В 1879 году Эдвин Герберт Холл, работающий в Университете Джонса Хопкинса, обнаружил напряжение, возникающее в проводниках, в направлении поперечном как электрическому току так и магнитному полю, перпендикулярному току. Это явление, возникающее из-за природы носителей заряда в проводнике, стало называться эффектом Холла, но оно не было должным образом объяснено в то время, так как электрон был обнаружен экспериментально только 18 лет спустя. После появления квантовой механики Лев Ландау в 1930 году разработал теорию квантования Ландау и заложил основу для теоретического объяснения квантового эффекта Холла, открытого полвека спустя:458–460.
Магнетизм как свойство материи был известен в Китае с 4000 г. до н. э.:1–2 Однако первые современные исследования магнетизма начались только с разработки Фарадеем, Максвеллом и другими учёными XIX века электродинамики, которая включала классификацию материалов как ферромагнитных, парамагнитных и диамагнитных на основе их реакции на магнитное поле. Пьер Кюри исследовал зависимость намагниченности от температуры и открыл точечный фазовый переход в ферромагнитных материалах, названный в его честь. В 1906 году Пьер Вейс для объяснения основных свойств ферромагнетиков представил концепцию магнитных доменов:9. Первая попытка микроскопического описания магнетизма была сделана Вильгельмом Ленцем и Эрнстом Изингом с помощью модели Изинга, которая описывала магнитные материалы как состоящие из периодической решётки спинов, которые коллективно приобретали намагниченность. Точные решения модели Изинга показали, что спонтанная намагниченность не может возникать в одном измерении, но возможна в многомерных решётках. Дальнейшие исследования, в частности работы Блоха по спиновым волнам и Нееля по антиферромагнетизму, привели к разработке новых магнитных материалов для памяти на магнитных носителях:36–38,g48.

### Современная физика многих тел

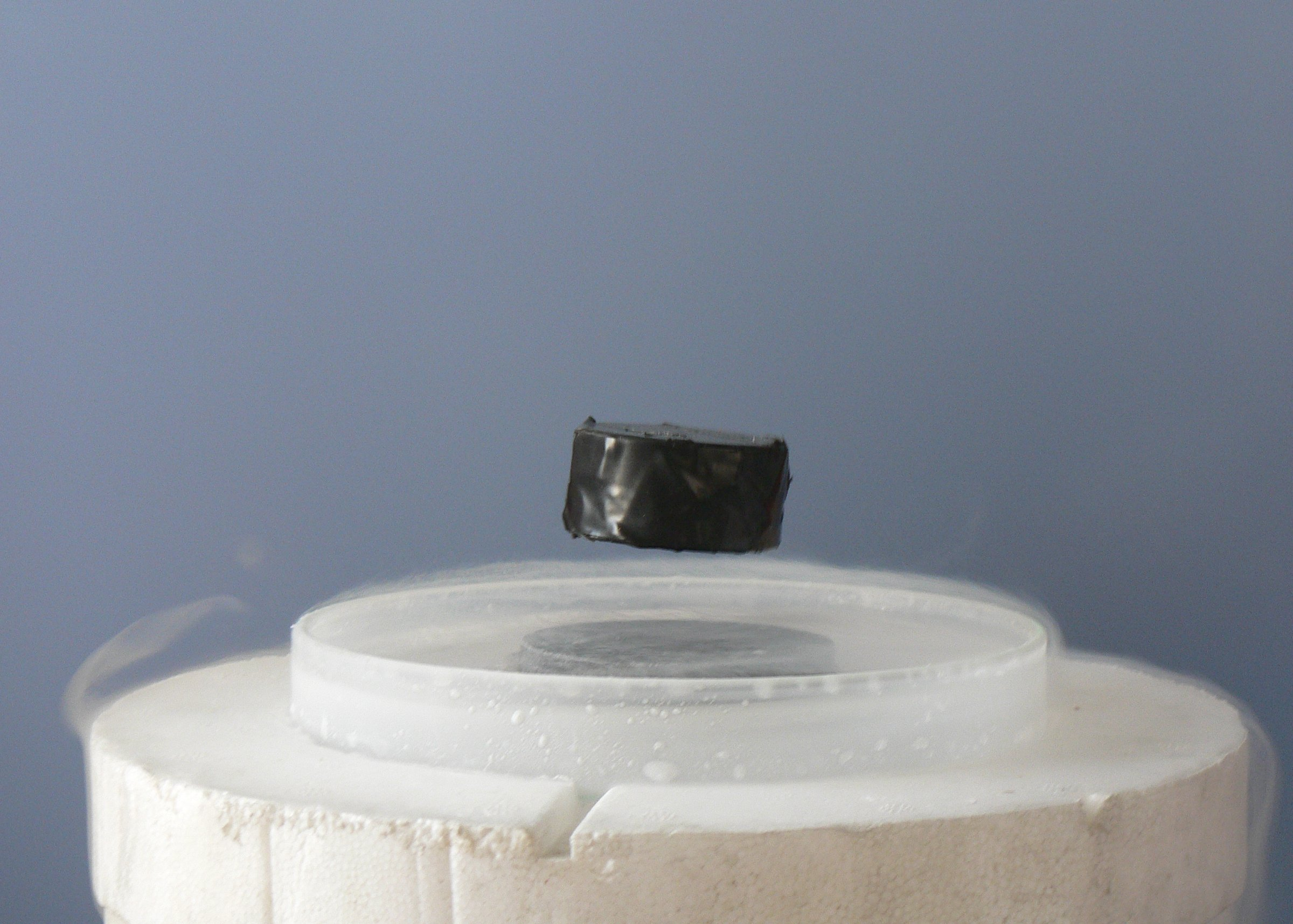
Магнит, парящий над поверхностью высокотемпературного сверхпроводника. Некоторые физики работают, чтобы понять высокотемпературную сверхпроводимость, используя AdS/CFT соответствие.

Модель Зоммерфельда и спиновые модели ферромагнетизма иллюстрируют успешное применение квантовой механики к задачам конденсированного состояния в 1930-х годах. Тем не менее, все ещё оставалось несколько нерешённых проблем, в частности, описание сверхпроводимости и эффекта Кондо. После Второй мировой войны несколько идей из квантовой теории поля были применены к проблемам конденсированного состояния. Они включали открытие коллективных мод возбуждений в твёрдых телах, называемые квазичастицами. Российский физик Лев Ландау использовал идею созданной им теории ферми-жидкости, в которой низкоэнергетические свойства взаимодействующих фермионных систем были даны в терминах квазичастиц Ландау. Ландау также разработал теорию среднего поля для непрерывных фазовых переходов, в которой упорядоченные фазы описаны как спонтанное нарушение симметрии. Теория также ввела понятие параметра порядка, чтобы различать упорядоченные фазы. В итоге, в 1965 году Джон Бардин, Леон Купер и Джон Шриффер разработали так называемую БКШ-теорию сверхпроводимости, основанную на открытии, что сколь угодно малое притяжение между двумя электронами с противоположно направленными спинами, переносимое фононами решётки, может привести к возникновению связанного состояния называемого куперовской парой.

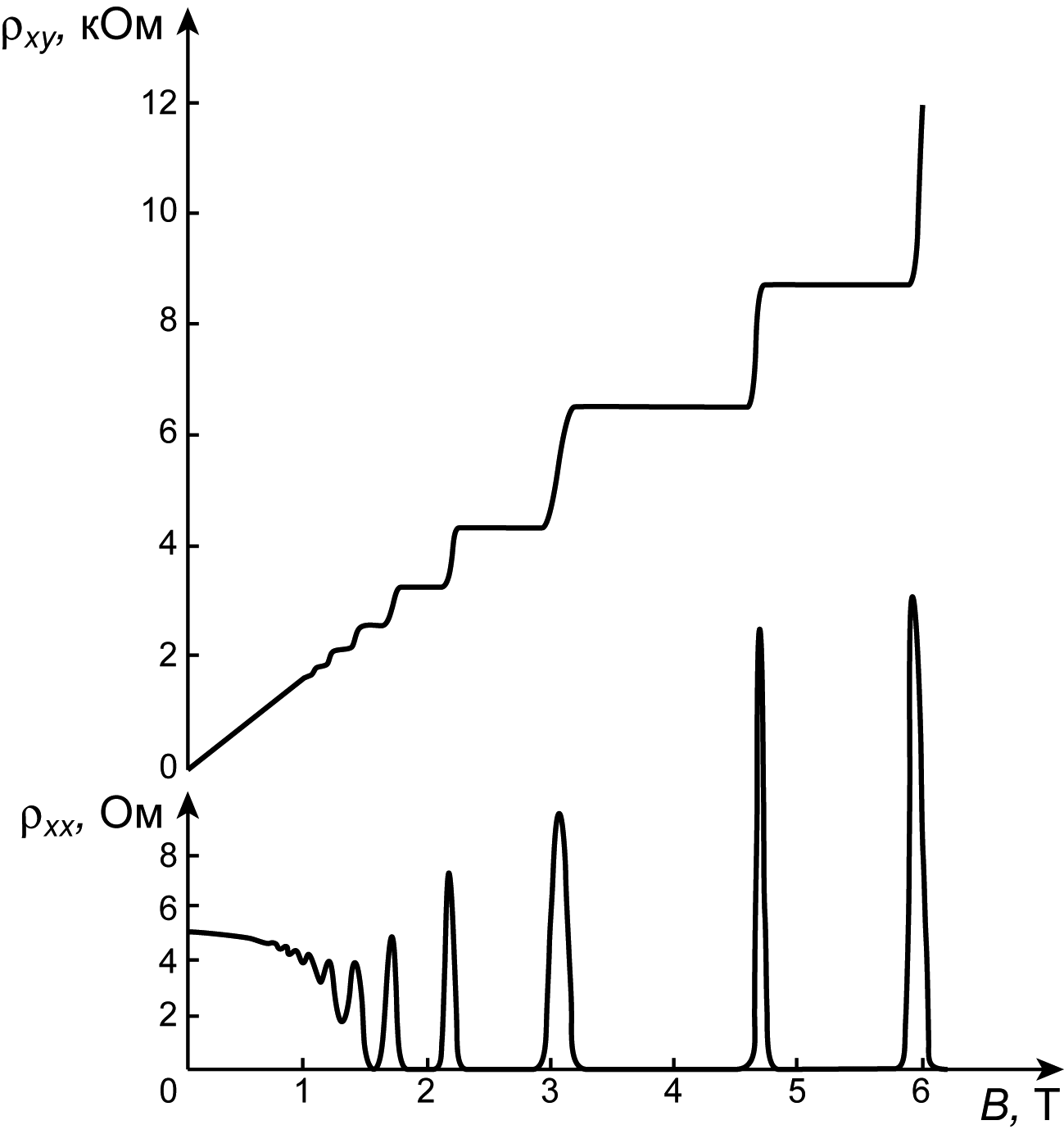
Квантовый эффект Холла: компоненты сопротивления Холла как функция внешнего магнитного поля.

Изучение фазового перехода и критического поведения параметров, называемых критическими явлениями, было основной областью интересов в 1960-х годах. Лео Каданов, Бенджамин Видом и Майкл Фишер развили идеи критических показателей и масштабирования Видома. Эти идеи были объединены Кеннетом Г. Вильсоном в 1972 году в рамках формализма ренормгруппы в контексте квантовой теории поля. Ренормгруппа формулируется в контексте так называемого механизма Каданова, соответствующего возможности эквивалентного описания свойств макроскопического образца в окрестности точки фазового перехода с помощью последовательности различных микроскопических моделей, связанных между собой преобразованием изменения величины "элементарного" микроскопического масштаба (например, постоянной кристаллической решетки) при одновременном подходящем изменении констант взаимодействия.
Квантовый эффект Холла был открыт Клаусом фон Клитцингом в 1980 году, когда он обнаружил, что проводимость Холла в двумерной проводящей системе является целым кратным фундаментальной постоянной {\displaystyle e^{2}/h} (см. рисунок). Эффект не зависит от таких параметров, как размер системы, и наличия примесей. В 1981 году Роберт Лафлин предложил теорию, объясняющую непредвиденную точность холловских плато. В ней подразумевалось, что проводимость Холла можно охарактеризовать в терминах топологического инварианта, называемого числом Чжена:69, 74. Вскоре после этого в 1982 году Хорст Штермер и Даниэль Цуи наблюдали дробный квантовый эффект Холла, где проводимость была рациональным числом кратным постоянной {\displaystyle e^{2}/h}. Лафлин в 1983 году понял, что это следствие квазичастичного взаимодействия в холловских состояниях и нашёл решение используя вариационный метод, названное впоследствии волновой функцией Лафлина.
В 1986 году Карл Мюллер и Йоханнес Беднорц открыли первый высокотемпературный сверхпроводник — материал, который был сверхпроводящим при температурах до 50 Кельвинов. Выяснилось, что высокотемпературные сверхпроводники являются примерами сильно коррелированных материалов, в которых электрон-электронные взаимодействия играют важную роль.

## Теория
Теоретическая физика конденсированных сред предполагает использование теоретических моделей для понимания свойств состояний вещества. К ним относятся модели для изучения электронных свойств твёрдых тел, такие как модель Друде, зонная теория и теория функционала плотности. Были также разработаны теоретические модели для изучения физики фазовых переходов, такие как теория Гинзбурга — Ландау, критические показатели и использование математических методов квантовой теории поля и ренормгруппы. Современные теоретические исследования включают использование численных расчётов электронной структуры и математических инструментов для понимания таких явлений, как высокотемпературная сверхпроводимость, топологические фазы и калибровочные симметрии.

### Симметрия и её нарушение
Симметрия является важным аспектом всякой физической теории и, зачастую, даже без знания детальной картины какого-либо явления, позволяет сделать некоторые конструктивные выводы. Большинство точных утверждений в физике следуют из свойств симметрии системы. Распространённым примером может служить кристаллографические точечные группы симметрии твёрдых тел и их взаимосвязь с электронной зонной структурой.
В некоторых состояниях материи наблюдается нарушение симметрии, когда соответствующие законы физики обладают нарушенной симметрией. Типичным примером являются кристаллические твёрдые вещества, которые нарушают непрерывную трансляционную симметрию. Другие примеры включают намагниченные ферромагнетики, которые нарушают вращательную симметрию, и более экзотические состояния, такие как основное состояние БКШ-сверхпроводника, которое нарушает U(1) симметрию вращения.
Теорема Голдстоуна в квантовой теории поля утверждает, что в системе с нарушенной непрерывной симметрией могут существовать возбуждения с произвольно низкой энергией, называемые бозонами Голдстоуна. Например, в кристаллических твёрдых телах они соответствуют фононам, которые являются квантованными версиями колебаний кристаллической решётки.

### Электронная теория твёрдого тела
Исторически, металлическое состояние было важным строительным блоком для изучения свойств твёрдых веществ. Первое теоретическое описание металлов было дано Полом Друде в 1900 году с помощью модели Друде, которая объяснила электрические и тепловые свойства, описав металл как идеальный газ недавно открытых электронов. Он смог вывести эмпирический закон Видемана — Франца и получить результаты, находящиеся в тесном согласии с экспериментами:90–91. Арнольд Зоммерфельд улучшил эту классическую модель, включив статистику электронов и смог объяснить аномальное поведение удельной теплоёмкости металлов в законе Видемана — Франца:101–103. В 1912 году структура кристаллических твёрдых тел была изучена Максом фон Лауэ и Полем Книппингом, когда они наблюдали рентгенограмму кристаллов и пришли к выводу, что кристаллы имеют атомарную структуру в виде периодических решёток:48. В 1928 году швейцарский физик Феликс Блох представил решение уравнения Шредингера с периодическим потенциалом, названное волной Блоха.
Определение электронных свойств металлов путём нахождения многочастичной волновой функции, в основном, является сложной вычислительной задачей, и, следовательно, для получения значимых предсказаний необходимо использовать приближённые методы. Теория Томаса — Ферми, разработанная в 1920-х годах, использовалась для оценки энергии системы и электронной плотности, рассматривая локальную электронную плотность как вариационный параметр. Позже, в 1930-х годах, Дуглас Хартри, Владимир Фок и Джон Слейтер разработали так называемый метод Хартри — Фока для улучшения модели Томаса — Ферми. Метод Хартри — Фока учитывал обменную статистику одночастичных электронных волновых функций. В общем случае, очень трудно решить уравнение Хартри — Фока. Только случай со свободным электронным газом имеет точное решение:330–337. Наконец, в 1964-65 годах Вальтер Кон, Пьер Хоэнберг и Лу Же Шэм предложили теорию функционала плотности, которая дала реалистичные описания объёмных и поверхностных свойств металлов. Теория функционала плотности широко использовалась начиная с 1970-х годов для расчёта зонной структуры различных твёрдых тел. Для исследования многочастичных эффектов электрон-электронного взаимодействия, лучшего согласия с экспериментом запрещённых зон полупроводников и возбуждённых состояний применяют методы многочастичных функций Грина и её приближения, например GW-приближение, уравнение Бете — Солпитера.
Растущие вычислительные возможности и прогресс в численных методах, которые привлекают всё чаще алгоритмы машинного обучения, позволяют переходить от экспериментального метода открытия новых материалов к предсказанию структурных и других свойств новых соединений, в частности создаются новые базы данных для миллионов химических соединений и кристаллов: Materials Project, Open Quantum Materials Database, the Automatic Flow for Materials Discovery; и двумерных материалов: C2DB, 2DMatPedia. Для современных свободных и коммерческих пакетов для расчёта электронной структуры из первых принципов характерно применение параллельных вычислений, которые используются в графических процессорах. Среди наиболее широко распространённых программ можно выделить Abinit, VASP, WIEN2k, Quantum ESPRESSO.

### Фазовый переход
Фазовый переход относится к изменению фазы системы, которое вызвано изменением внешнего параметра, такого как температура. Классический фазовый переход происходит при конечной температуре, когда порядок системы разрушается. Например, когда лёд тает и становится водой — упорядоченная кристаллическая структура разрушается. В квантовых фазовых переходах температура равна абсолютному нулю и используются нетепловые параметры для контроля фазового перехода, такие как давление или магнитное поле, когда порядок разрушается квантовыми флуктуациями, возникающими из принципа неопределенности Гейзенберга. Здесь различные квантовые фазы системы относятся к различным основным состояниям гамильтоновой матрицы. Понимание поведения квантового фазового перехода важно в сложных задачах объяснения свойств редкоземельных магнитных изоляторов, высокотемпературных сверхпроводников и других веществ.
Существует два класса фазовых переходов: переходы первого порядка и переходы второго порядка или непрерывные. Для непрерывного перехода две участвующие фазы не сосуществуют при температуре перехода, также называемой критической точкой. Вблизи критической точки, системы подвергаются критическому поведению, при котором некоторые из их свойств, таких как длина корреляции, удельная теплоемкость и магнитная восприимчивость, экспоненциально расходятся. Эти критические явления представляют серьёзную проблему для физиков, потому что обычные макроскопические законы больше не действуют в этой области, и должны появиться новые идеи и методы, чтобы найти законы, которые описывают систему:75.
Простейшей теорией, которая может описывать непрерывные фазовые переходы, является теория Гинзбурга — Ландау, которая работает в так называемом приближении среднего поля. Однако она лишь приблизительно объясняет непрерывный фазовый переход для сегнетоэлектриков и сверхпроводников I типа, которые включают микроскопические взаимодействия на больших расстояниях. Для других типов систем, которые включают в себя близкие взаимодействия около критической точки, необходима улучшенная теория:8–11.
Вблизи критической точки колебания происходят в широком диапазоне масштабов, в то время как характеристика всей системы является масштабно-инвариантной. Методы ренормгруппы последовательно усредняют колебания наименьшей длины поэтапно, сохраняя их влияние на следующий этап. Таким образом, можно систематически исследовать изменения физической системы, рассматриваемые в различных масштабах. Эти методы, наряду с мощным компьютерным моделированием, вносят большой вклад в объяснение критических явлений, связанных с непрерывными фазовыми переходами:11.

## Эксперимент
Экспериментальная физика конденсированного состояния включает в себя использование экспериментальных методов и приборов, для открытия и объяснения новых свойств материалов. Такие приборы измеряют воздействие электрических и магнитных полей, функции изменения отклика, транспортные свойства и термометрию. Обычно используемые экспериментальные методы включают спектроскопию с детекторами для рентгеновского излучения, инфракрасного излучения и неупругого рассеяния нейтронов; изучение теплового отклика, используя удельную теплоёмкость и измерение переноса тепла и теплопроводность, электрические измерения.

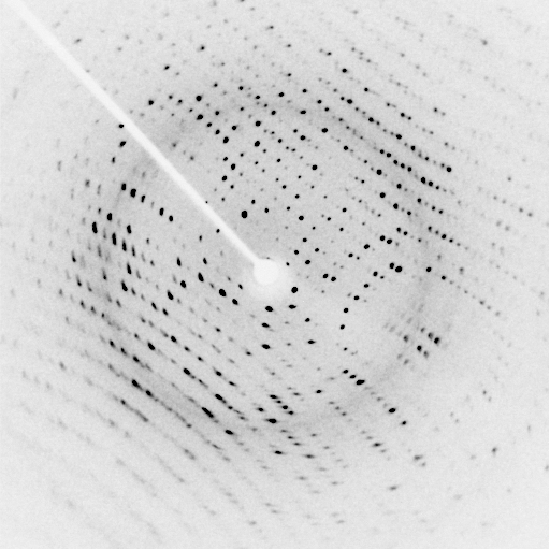
Изображение рентгенограммы кристалла белка.

### Рассеивание
Несколько экспериментов с конденсированным веществом включают рассеяние рентгеновских лучей, оптических фотонов, нейтронов на компонентах материала. Выбор рассеивающего излучения зависит от масштаба наблюдаемой энергии. Видимый свет имеет энергию в масштабе 1 электрон-вольт (эВ) и используется для измерения диэлектрической проницаемости и показателя преломления. Рентгеновские лучи имеют энергию порядка 10 кэВ и, следовательно, способны измерять масштабы атомной длины и используются для измерения плотности электронного заряда:33–34.
Нейтроны используют для исследования атомных масштабов, для изучения рассеяния на ядрах, спинов электронов и намагниченности (поскольку нейтроны имеют спин, но не имеют заряда). Измерения кулоновского и моттовского рассеяния выполняют с использованием электронных пучков с последующим детектированием рассеянных частиц:33–34:39–43. Точно так же аннигиляция позитронов используется для косвенных измерений локальной электронной плотности. Лазерная спектроскопия является отличным инструментом для изучения микроскопических свойств среды, например, для изучения запрещенных переходов в средах с нелинейной оптической восприимчивостью:258–259.
Электроны с низкой энергией (до 1 кэВ) слабо проникают в кристаллы из-за большого сечения рассеяния и поэтому идеальны для исследования поверхностей кристаллов методами электронной дифракции. Желание знать свойства приповерхностных областей мотивировано созданием новых материалов с контролем роста, например в молекулярно-пучковой эпитаксии. Двумерные материалы отличаются от трёхмерных отсутствием объёма, поэтому просвечивающая электронная микроскопия оперирующая энергиями с порядка десятков кэВ с коррекцией аберраций позволяет следить за положением отдельных атомов в аморфных двумерных структурах, в результате чего можно получить картину пластических деформаций в двумерном стекле под действием сдвиговых напряжений с сложным движением индивидуальных атомов.

### Внешние магнитные поля
В экспериментальной физике конденсированного состояния внешние магнитные поля действуют как термодинамические переменные, которые управляют состоянием, фазовыми переходами и свойствами материальных систем. Ядерный магнитный резонанс (ЯМР) — это метод, с помощью которого внешние магнитные поля используются для нахождения резонансных мод отдельных электронов, что даёт информацию об атомной, молекулярной и координационной структуре их окрестностей. ЯМР эксперименты проводятся в магнитных полях с напряженностью до 60 Тесла. Более высокие магнитные поля позволят улучшить качество данных измерений ЯМР:69:185. Исследование квантовых осцилляций — это ещё один экспериментальный метод, в котором сильные магнитные поля используются для изучения свойств материала, таких как геометрия поверхности Ферми. Сильные магнитные поля будут полезны при экспериментальном тестировании различных теоретических предсказаний, таких как квантованный магнитоэлектрический эффект, магнитный монополь наблюдаемый в твердых телах и полуцелый квантовый эффект Холла:57.

### Материя под высоким давлением
Все газы становятся твёрдыми при достаточно низкой температуре и давлении не выше 15 ГПа. Свойства твёрдых тел зависят от структуры кристаллической решётки, поэтому внешнее давление приводит к изменению зонной структуры материалов и, они могут приобретать необычные свойства, испытывать фазовые превращения как, например, происходит с алмазами в кимберлитовых трубках. Большие давления в лаборатории получают в ячейках с алмазными наковальнями.

### Холодные атомные газы

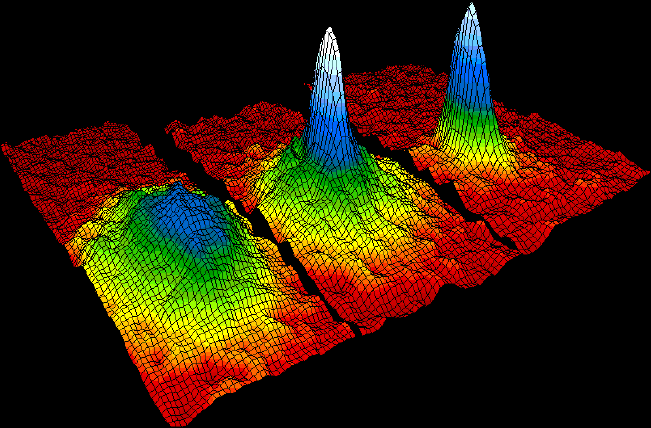
Первый бозе-эйнштейновский конденсат наблюдался в газе ультрахолодных атомов рубидия. Синие и белые области соответствуют более высокой плотности.

Захват ультрахолодных атомов в оптические решётки является экспериментальным инструментом, обычно используемым в физике конденсированных сред, а также в атомной, молекулярной и оптической физике. Этот способ включает использование оптических лазеров для формирования интерференционной картины, которая действует как решётка, в которой ионы или атомы захватываются при очень низких температурах. Холодные атомы в оптических решётках используются в качестве квантовых симуляторов, то есть они действуют как управляемые системы, которые моделируют поведение более сложных систем, таких как магниты с фрустрацией. В частности, они используются для создания одно-, двух- и трёхмерных решёток модели Хаббарда с заранее заданными параметрами, а также для исследования фазовых переходов в антиферромагнитных материалах и спиновых жидкостях.
В 1995 году газ атомов рубидия, охлажденный до температуры 170 нК, использовался для экспериментальной реализации конденсата Бозе — Эйнштейна, нового состояния вещества, первоначально предсказанного Ш. Бозе и Альбертом Эйнштейном, в котором большое количество атомов занимает одно квантовое состояние.

### Квантовые вычисления
В квантовых вычислениях информация представлена квантовыми битами или кубитами. Кубиты могут подвергаться декогеренции до завершения вычислений и терять сохранённую информацию. Эта серьёзная проблема ограничивает практическое применение квантовых вычислений. Для решения этой проблемы предлагается несколько многообещающих подходов в физике конденсированных сред, в том числе кубиты на основе джозефсоновских контактов, спинтронные кубиты с использованием магнитных материалов или топологические неабелевы анионы из состояний дробного квантового эффекта Холла. Несмотря на то, что квантовые компьютеры должны содержать тысячи кубитов для практически полезных вычислений, но некоторые результаты позволяют сделать выводы о реализации квантового превосходства на системе из 49 кубитов, то есть фактически решить задачу, которая оказывается слишком сложной для классических компьютеров. Другой областью применения кубитов является моделирование реальных квантовых систем в так называемом квантовом симуляторе предложенный Юрием Маниным и Ричардом Фейнманом в начале 80-х годов XX века. Вместо исследования оригинальной квантовой системы можно рассмотреть её реализацию посредством кубитов, которые воспроизводят те же физические эффекты, но в более контролируемой системе. Таким образом реализован изолятор Мотта в системе Бозе — Хаббарда с управляемой диссипацией и исследованы фазовые переходы в решётках сверхпроводящих резонаторов, связанных с кубитами.

### Двумерные материалы
Только в 2004 году учёные из Манчестерского университета создали первый полевой транзистор из графена — двумерной модификации углерода. Гибкость управления двумерными материалами и их уникальные свойства привлекла многих исследователей, и, таким образом, семейство двумерных материалов быстро увеличивается. Двумерные материалы демонстрируют всем известные эффекты, такие как ферромагнетизм, сверхпроводимость, сегнетоэлектричество, но возможность влиять на свойства двумерного материала посредством эффекта поля открывает широкие перспективы для практических применении в электронике. Известно, что при контакте сверхпроводника и обычного металла куперовские пары проникают в нормальный металл, то есть нормальный металл приобретает свойства сверхпроводника — этот эффект называется эффектом близости. Для двумерных материалов свойства близколежащих материалов будь то сверхпроводник, ферромагнетик или материал с сильным спин-орбитальным взаимодействием частично проявляются в соприкасающихся материалах в ослабленном виде. Графен, например, может демонстрировать сверхпроводимость при контакте со сверхпроводником, ферромагнетизм при контакте с ферромагнитным изолятором или спин-орбитальное взаимодействие при контакте с соответствующими материалами. Свойства материалов приобретают новые особенности при эффекте близости между магнитными материалами. Чистые и идеальные решётки двумерных материалов меняют свойства хорошо изученных материалов благодаря формированию сверхрешёточного потенциала в результате возникла такая область исследований как твистроника. Относительное вращение двух слоёв графена возможно продемонстрировать с помощью иглы атомно-силового микроскопа. Все эти эффекты поддаются управлению посредством электрического поля. В вакууме жидкости испаряются при комнатной температуре, что не позволяет использовать электронную микроскопию для исследования органических объектов, таких как протеины, живые клетки. Графен, являясь непроницаемым для всех химических элементов и будучи достаточно тонким, предохраняет живую клетку от высыхания в сверхвысоком вакууме сканирующего электронного микроскопа.

## Приложения

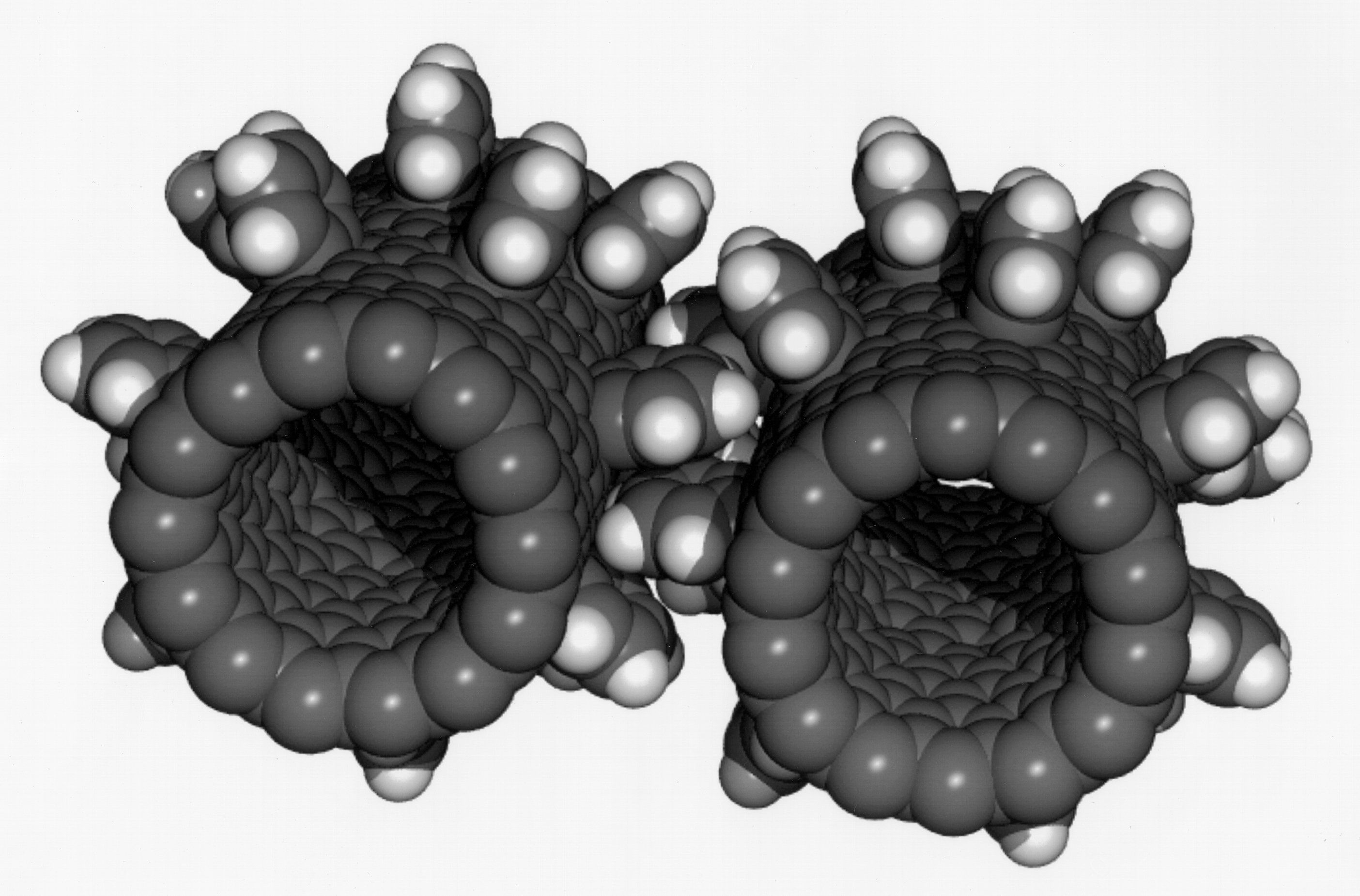
Компьютерное моделирование наношестерёнок из молекул фуллеренов. Существует надежда, что достижения в области нанотехнологий приведут к созданию машин, работающих на молекулярном уровне.

Исследования в области физики конденсированных сред привели к многим важным применениям, таким как разработка полупроводникового транзистора, лазерных технологий и ряда явлений, изученных в контексте нанотехнологий:111ff. Сканирующую туннельную микроскопию используют для управления процессами в нанометровом масштабе, что привело к развитию нанотехнологий.
Наибольший вклад физики конденсированного состояний в прикладную область связывают с открытием транзисторов. Управляемость планарных полевых транзисторов зависит от ёмкости между затвором и каналом транзистора. Современная электроника переходит к архитектуре трёхмерных транзисторов, так называемые FinFET (полевой транзистор с вертикальным затвором), где можно значительно улучшить частотные характеристики и утечки. Для дальнейшего роста характеристик затвор должен располагаться вокруг проводящего канала (полевой транзистор с затвором типа «все вокруг»), который приобретает форму нанопроволоки.
Несмотря на доминирующую роль кремниевой технологии в производстве интегральных микросхем существуют успешные попытки использования новых материалов для производства процессоров, в частности двумерного дисульфида молибдена и углеродных нанотрубок.
Промежуточное состояние между жидкостями и твёрдыми веществами занимает мягкая материя, которая находит широкое применение в повседневной жизни в части, относящейся к полимерам, ткани и древесине, которые сильно реагируют на внешние возмущения из-за слабости связей между составляющими их частицами (в основном рассматриваются слабейшие вандерваальсовы и водородные связи). Низкая плотность углепластика и механические свойства углеродного волокна позволяют использовать композитные материалы в тех областях, где важно отношение прочности к весу материала такие как самолётостроение и спортинвентарь. Жидкие кристаллы нашли применение в электронике. Физика конденсированного состояния также имеет важное применение для биофизики, например, создан экспериментальный метод магнитно-резонансной томографии, который широко используется в медицинской диагностике.
Для интернета вещей необходимы источники питания без необходимости периодического заряжения и предполагается, что источником энергии для таких систем будут окружающие источники: вибрации, радиосигналы, тепло. Сбор энергии сопровождается преобразованием её в электрическую и сохранением в аккумуляторах. Для преобразования вибраций используют микроэлектромеханические устройства, использующие различные физические явления, такие как обратный пьезоэффект, магнитострикцию, для сбора радиочастотного спектра требуется антенны и ректификация сигнала. До 70 % основной энергии переводится обычно в тепло, что требует развития различных термоэлементов для улавливания и повторного использования этой потерянной энергии.